# 반장 진난서 아즈미 반장 3
《반장 진난서 아즈미 반장 3》는 2010년 7월 5일부터 2010년 9월 20일까지 방영된 드라마이다.

## 출연진
- 사사키 쿠라노스케 : 아즈미 츠요시 역
- 나카무라 슌스케 : 무라사메 아키히코 역
- 츠카지 무가 : 스다 사부로 역
- 쿠로타니 토모카 : 미즈노 마호 역
- 카슈 토시키 : 쿠로키 카즈야 역
- 야마구치 쇼고 : 사쿠라이 타이치로 역
- 타야마 료세이 카네코 료세이 역